# Mönchengladbach Challenger
Il Mönchengladbach Challenger è stato un torneo professionistico di tennis giocato su campi in terra rossa. Faceva parte dell'ATP Challenger Series. Si giocava annualmente a Mönchengladbach in Germania.

## Albo d'oro

### Singolare
| Anno | Campione          | Finalista          | Punteggio     |
| ---- | ----------------- | ------------------ | ------------- |
| 2000 | Nikolaj Davydenko | Edwin Kempes       | 6–3, 3–6, 6–3 |
| 2001 | Jürgen Melzer     | Jens Knippschild   | 4–6, 6–1, 6–3 |
| 2002 | Non disputato     | Non disputato      | Non disputato |
| 2003 | Daniel Elsner     | Irakli Labadze     | 6–1, 2–6, 6–3 |
| 2004 | Tobias Summerer   | Davide Sanguinetti | 7–6(4), 6–1   |

### Doppio
| Anno | Campioni                            | Finalisti                      | Punteggio        |
| ---- | ----------------------------------- | ------------------------------ | ---------------- |
| 2000 | Emilio Benfele Álvarez Luis Horna   | Francisco Costa Germán Puentes | 7–6(1), 1–6, 7–5 |
| 2001 | Jens Knippschild Jairo Velasco, Jr. | Wim Neefs Djalmar Sistermans   | 6–3, 6–3         |
| 2002 | Non disputato                       | Non disputato                  | Non disputato    |
| 2003 | Irakli Labadze Rogier Wassen        | Karsten Braasch Franz Stauder  | 6(4)–7, 6–2, 6–2 |
| 2004 | Christopher Kas Philipp Petzschner  | Karsten Braasch Franz Stauder  | 3–6, 6–2, 7–6(4) |